# ノタレスコ
ノタレスコ（イタリア語: Notaresco）は、イタリア共和国アブルッツォ州テーラモ県にある、人口約6,700人の基礎自治体（コムーネ）。

## 地理

### 位置・広がり

#### 隣接コムーネ
隣接するコムーネは以下の通り。
- アトリ
- カステッラルト
- チェッリーノ・アッタナージオ
- モッロ・ドーロ
- モシャーノ・サンタンジェロ
- ロゼート・デッリ・アブルッツィ

## 行政

### 分離集落
ノタレスコには、以下の分離集落（フラツィオーネ）がある。
- Caporipe, Capracchia, Cordesco, Grasciano, Guardia Vomano, Pianura di Notaresco, Pianura Vomano, Torrio, Valle Vignale, Villa Scapoli